# Новая Ярославка
Новая Ярославка (укр. Нова Ярославка) — село в Шполянском районе Черкасской области Украины.
Население по переписи 2001 года составляло 82 человека. Почтовый индекс — 20654. Телефонный код — 4741.

## Местный совет
20654, Черкасская обл., Шполянский р-н, с. Ярославка, ул. Томенка, 8